# Delio Hernández Valadés
Delio Hernández Valadés es un político mexicano, miembro del Partido Alternativa Socialdemócrata. Es licenciado en Economía. Fue diputado local suplante de 1992 a 1995. Fue miembro fundador del Partido del Trabajo. Ocupó el cargo de diputado federal para la LX Legislatura de México por el estado de Colima, el cual ganó por representación proporcional. Es miembro de la Comisión Ejecutiva Nacional y de la Comisión Política Adjunto en el estado de Colima.
- Datos: Q5801852